# Birkenwerder
Birkenwerder  est une commune de Brandebourg (Allemagne), située dans l'arrondissement de Haute-Havel.

## Démographie
- Évolution démographique dans les limites actuelles depuis 1875.
- Évolution recente (ligne bleue) et prévisions sur l'effectif de résidents.

| Année | Population |
| ----- | ---------- |
| 1875  | 951        |
| 1890  | 1 167      |
| 1910  | 2 318      |
| 1925  | 3 387      |
| 1933  | 4 993      |
| 1939  | 6 648      |
| 1946  | 7 023      |
| 1950  | 7 148      |
| 1964  | 6 967      |
| 1971  | 6 911      |

| Année | Population |
| ----- | ---------- |
| 1981  | 6 325      |
| 1985  | 6 122      |
| 1989  | 5 602      |
| 1990  | 5 510      |
| 1991  | 5 422      |
| 1992  | 5 377      |
| 1993  | 5 370      |
| 1994  | 5 423      |
| 1995  | 5 417      |
| 1996  | 5 491      |

| Année | Population |
| ----- | ---------- |
| 1997  | 5 721      |
| 1998  | 6 055      |
| 1999  | 6 290      |
| 2000  | 6 518      |
| 2001  | 6 632      |
| 2002  | 6 800      |
| 2003  | 6 961      |
| 2004  | 7 108      |
| 2005  | 7 219      |
| 2006  | 7 360      |

| Année | Population |
| ----- | ---------- |
| 2007  | 7 492      |
| 2008  | 7 650      |
| 2009  | 7 774      |
| 2010  | 7 819      |
| 2011  | 7 748      |
| 2012  | 7 827      |
| 2013  | 7 833      |
| 2014  | 7 881      |
| 2015  | 8 019      |
| 2016  | 8 017      |

| Année | Population |
| ----- | ---------- |
| 2017  | 8 096      |
| 2018  | 8 134      |
| 2019  | 8 133      |
| 2020  | 8 132      |

## Personnalités liées à la ville
- Hartmut Eichler (1937-2007), chanteur né à Birkenwerder.